# Crucifix de Giotto à Ognissanti
Le crucifix de Giotto à Ognissanti est un crucifix monumental peint a tempera et or sur panneau de bois attribué à Giotto di Bondone, datable de  1315, exposé à  l'église Ognissanti de Florence en Italie.

## Histoire
Le crucifix a été attribué pour la première fois à  Giotto par Lorenzo Ghiberti, qui dans ses  Commentaires cita d'autres œuvres du maître dans les autels de l'église comme la Vierge d'Ognissanti et le Dormitio Virginis. 
À l'origine il était probablement situé  sur le presbiterio, dominant la nef et les fidèles, à proximité de la Vierge d'Ognissanti. 
En mauvais état, il était conservé  dans un local adjacent à la basilique et attribué au Parente di Giotto ou à un membre de l'école giottesque, dans tous les cas un artiste proche de Giotto et possédant de grandes capacités picturales. 
L'œuvre a été restaurée à partir de 2005 par de l'Opificio delle pietre dure de Florence et   a été attribuée à Giotto pour une date qui se situe vers 1315. 
Le 6 novembre 2010, le crucifix a été réinstallé à l'intérieur du transept gauche, mis en valeur par une illumination appropriée.

## Description
Destiné à la procession, il est conforme aux représentations monumentales du Christ en croix de l'époque, à savoir :
- Le Christ sur la croix est en position dolens (souffrant), le corps tombant, le ventre proéminent sur son perizonium, la tête penchée en avant touchant l'épaule, les côtes saillantes, les plaies sanguinolentes, les pieds superposés.
- le crucifix est à tabellone (petits panneaux à scènes sur les extrémités de la croix : la Vierge Marie à gauche vêtue de bleu, saint Jean apôtre à droite, les mains jointes, et en haut le titulus en rouge est surmonté d'un Christ bénissant accompagné du Livre.

- Fond d'or ouvragé à motifs derrière le corps du Christ.